# Wiktor Zubkow
Wiktor Aleksiejewicz Zubkow, ros. Виктор Алексеевич Зубков (ur. 15 września 1941 we wsi Arbat, obwód swierdłowski) – rosyjski ekonomista i polityk; wieloletni kierownik radzieckich państwowych gospodarstw rolnych, a także działacz i etatowy pracownik KPZR; od 1993 funkcjonariusz państwowych służb podatkowych, od 2001 szef Komitetu ds. Monitoringu Finansowego, a w latach 2004–2007 dyrektor Federalnej Służby ds. Monitoringu Finansowego. Od 14 września 2007 do 8 maja 2008 premier Rosji.

## Wykształcenie i praca fizyczna
W latach 1960–1965 studiował na wydziale ekonomicznym Leningradzkiego Instytutu Rolnictwa w m. Puszkin k. Leningradu. W 2000 uzyskał stopień kandydata (odpowiednik stopnia doktora) nauk ekonomicznych.
W latach 1958–1960 pracował jako ślusarz w zakładzie remontowo-mechanicznym oraz w kopalni rudy „Nittis-Kumużie” kombinatu „Siewieronikiel” w Monczegorsku (obwód murmański). Po ukończeniu studiów został powołany do służby w armii. W siłach zbrojnych ZSRR służył w latach 1965–1967.
Od 1967 do 1985 pracował na kierowniczych stanowiskach w państwowych gospodarstwach rolnych w obwodzie leningradzkim. W 1967 podjął pracę w sowchozie „Krasnaja Sławianka” na stanowisku kierownika wydziału i zastępcy dyrektora. W latach 1970–1982 był dyrektorem sowchozu „Razdolie”, a od 1982 do 1985 dyrektorem generalnym zjednoczenia sowchozu „Pierwomajskoje”.

## Kariera partyjna
W sierpniu 1985 rozpoczął działalność w aparacie państwowym i partyjnym w obwodzie leningradzkim. Przez rok był przewodniczącym Miejskiego Komitetu Wykonawczego (gorispołkomu), a w latach 1986–1987 I sekretarzem Komitetu Miejskiego KPZR w Prioziersku. Od 1987 do 1989 pełnił funkcję kierownika wydziału rolnictwa i przemysłu spożywczego Komitetu Obwodowego KPZR w Leningradzie. W 1989 został powołany na stanowisko pierwszego zastępcy przewodniczącego leningradzkiego Obwodowego Komitetu Wykonawczego (oblispołkomu).
Od stycznia 1992 do listopada 1993 pełnił funkcję wiceprzewodniczącego Komitetu Stosunków Zewnętrznych merostwa Petersburga. Na czele tego komitetu stał wówczas Władimir Putin.
W listopadzie 1993 powołany został na stanowisko naczelnika Państwowej Inspekcji Podatkowej dla m. Petersburga i jednocześnie zastępcy szefa Państwowej Służby Podatkowej Federacji Rosyjskiej. Funkcje te sprawował do lipca 1999, kiedy to przeprowadzono reorganizację struktur służb podatkowych. Zubkow objął funkcję wiceministra ds. podatków dla regionu północno-zachodniego oraz kierownika oddziału Ministerstwa ds. Podatków w Sankt Petersburgu.
19 września 1999 wziął udział w wyborach na gubernatora obwodu leningradzkiego. W kampanii był wspierany przez Borysa Gryzłowa. W głosowaniu zajął jednak dopiero 4. miejsce (na 16 kandydatów), z wynikiem 8,64% poparcia.

## Kariera rządowa
5 listopada 2001 został powołany na stanowisko pierwszego wiceministra finansów i stanął na czele Komitetu Monitoringu Finansowego, ciała powołanego do monitorowania przepływu gotówki oraz walki z praniem brudnych pieniędzy. 16 marca 2004 po dymisji gabinetu premiera Michaiła Kasjanowa komitet zmienił swoją nazwę na Federalna Służba ds. Monitoringu Finansowego (Rosfinmonitoring) przy Ministerstwie Finansów Federacji Rosyjskiej. Zubkow zachował swoją funkcję także w pierwszym i drugim rządzie premiera Michaiła Fradkowa.
Wiosną 2007 rozpatrywano jego kandydaturę jako przedstawiciela zgromadzenia ustawodawczego obwodu omskiego w Radzie Federacji. Za jego wyborem opowiedziało się kierownictwo partii Zjednoczona Rosja, jednak ostatecznie jego kandydatura nie została przedstawiona na forum omskiego zgromadzenia ustawodawczego. Miejsce w Radzie Federacji z ramienia obwodu omskiego zajął były piłkarz Dmitrij Alejniczew.

## Premier
12 września 2007 prezydent Rosji Władimir Putin desygnował Zubkowa na premiera po dymisji Michaiła Fradkowa. 14 września Duma Państwowa zatwierdziła jego kandydaturę. Zubkow nie wykluczał startu w zaplanowanych na marzec 2008 wyborach prezydenckich, jednak ostatecznie nie zdecydował się na kandydowanie.
7 maja 2008 złożył dymisję na ręce nowo zaprzysiężonego prezydenta Rosji Dmitrija Miedwiediewa. Następnego dnia obowiązki szefa rządu przejął Władimir Putin. Zubkow znalazł się w nowo utworzonym rządzie Putina obejmując stanowisko pierwszego wicepremiera.
Zubkow jest politykiem bezpartyjnym. W 1995 był członkiem związanej z ówczesnym premierem Wiktorem Czernomyrdinem partii Nasz Dom – Rosja, zaś w 2000 stał na czele petersburskiej organizacji kojarzonej z Władimirem Putinem partii Jedność.
Wiktor Zubkow jest żonaty, jego córka jest żoną dawnego Ministra Obrony FR Anatolija Serdiukowa.